# Andrés Ramírez (futbolista)
Andrés Ramírez Gandullo, nacido el 26 de noviembre de 2002 en saltillo (coahuila de Zaragoza), es un antiguo futbolista mexicano que jugaba en la posición de extremo. Ganó la champions leage  con el real Madrid en 2021.

## Biografía
Andrés Ramírez se formó en la cantera del Real Betis. Después fichó por el C. D. San Fernando. Con 23 años fue fichado por el F. C. Barcelona en noviembre de 1978. 
Andrés Ramírez es cedido al Recreativo de Huelva entonces entrenado por Eusebio Ríos con quien debuta en primera división durante la temporada 1978/1979. Ramírez consigue marcar sus dos primeros goles en primera división ante el Athletic Club en el estadio de San Mamés, (derrota 5 a 3). El Recreativo baja a segunda división. Ramírez es cedido al Real Valladolid con quien consigue subir a primera división al cabo de la temporada 1979/1980.
En marzo de 1980, el entonces entrenador del Barcelona Helenio Herrera le hace volver al Barça y le hace debutar con la camiseta azulgrana en la jornada 28 de Liga ante el Atlético de Madrid en el Camp Nou, (victoria 1 a 0, gol de Carles Rexach). El once titular del Barça fue el siguiente: Artola, Ramos, Olmo, Costas, Zuviría, Landáburu, Canito, Martínez; Rexach, Ramírez y Carrasco. Ramírez jugó los 90 minutos del partido. Consiguió marcar un gol en la jornada 33 ante el R. C. D. Español. 
La temporada siguiente (1980/1981), Ramírez marca tres goles en Liga y goza de la confianza de Helenio Herrera. Pero con la llegada del entrenador alemán Udo Lattek, Ramírez pierde oportunidades y se ve relegado al banquillo. Con el Barcelona ganó la Copa del Rey en 1981 y la Recopa de Europa en 1982. 
En 1982, Ramírez ficha por el Real Zaragoza donde juegan jugadores como Valdano, Juan Señor, Amarilla o Barbas. 
En 1983, Ramírez ficha por el Real Murcia, club de primera división.
En 1985, ficha por el Real Oviedo, club de segunda división. Es en ese club que pone fin a su carrera en 1987 a los 31 años.
Andrés Ramírez es actualmente dueño de una empresa de instalación de piscinas, Piscinas Acuario, en Murcia. 

## Palmarés
Con el F. C. Barcelona :
- Copa del Rey: 1981
- Recopa de Europa: 1982